# Stütze (Bauteil)
Eine Stütze ist ein (meist) vertikales Bauteil, das Lasten hauptsächlich in Richtung seiner Längsachse aufnimmt und weiterleitet. Die Beton-, Stahlbeton- und Spannbetonnorm DIN 1045-1 definiert eine Stütze als stabförmiges Druckglied, dessen größte Abmessung im Querschnitt – im Unterschied zu einer Wand – das Vierfache der kleinsten Abmessung nicht übersteigt.

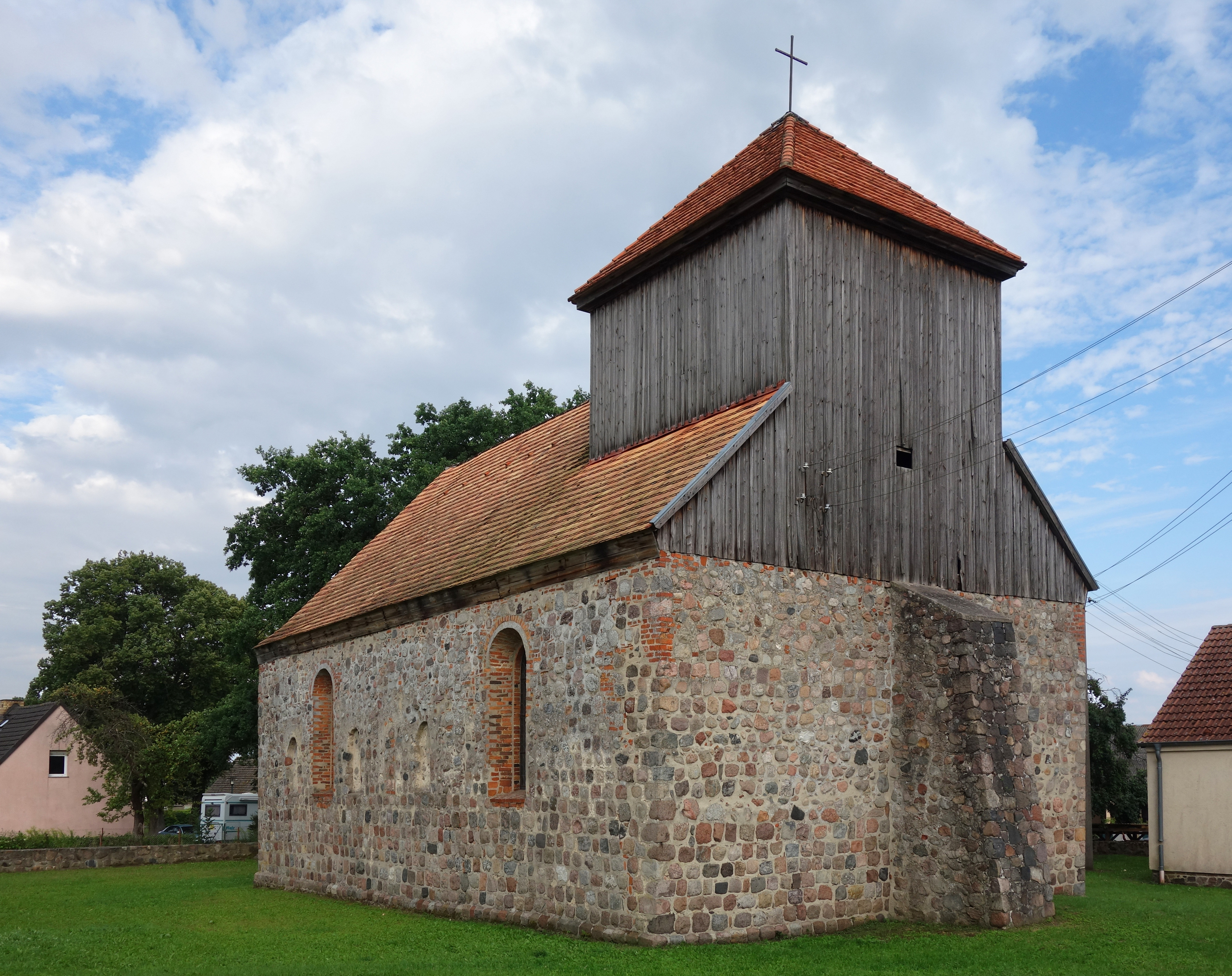
Stützpfeiler an der Westwand der Dorfkirche von Beenz, einem Ortsteil von Lychen

Als Material kommen alle Baustoffe in Frage, die eine ausreichende Druckfestigkeit besitzen. Im Bauwesen werden hierfür unter anderem verwendet:
- Holz, dann auch als Pfosten, Ständer oder Stiel bezeichnet
- Naturstein
- Mauerwerk aus künstlichen Steinen
- Beton, Stahlbeton
- Metall – Stahl, Aluminium (z. B. bei Fassaden), früher auch Eisen und Gusseisen
- Verbundstützen

Die Tragfähigkeit einer Stütze hängt von der Festigkeit des gewählten Materials, der Querschnittsgeometrie, der Länge bzw. Höhe der Stütze, den Lagerungsbedingungen an den Enden (drehbar oder eingespannt), geometrischen Imperfektionen wie z. B. Schiefstellung, Verkrümmung oder Verdrehung und der Art und der Kombination der Einwirkungen(en) ab.
Stützen mit größeren Abmessungen werden auch als Pfeiler bezeichnet (z. B. Brückenpfeiler), ebenso bei Ausführung in Mauerwerk oder Naturstein. Stützen und Pfeiler unterliegen, im Gegensatz zur Säule, keiner architektonischen Ordnung (Basis, Schaft und Kapitell) oder Gliederung (Säulenordnung).
Grundlegende Lösungen des Knickproblems zur Berechnung der Tragfähigkeit einer Stütze wurden von dem Mathematiker Leonhard Euler entwickelt.

## Die Stütze in der klassischen Säulenordnung
In der klassischen Säulenordnung wird der Begriff Stütze als Sammelelement für tragende Bauteile verwandt. Die Stütze kann in der klassischen Ordnung zwei unterschiedliche Ausprägungen haben, die als Gegensätze aufgefasst werden: den Pfeiler mit quadratischem oder polygonalem Querschnitt und die Säule mit rundem Querschnitt.
Leon Battista Alberti definiert den Pfeiler als Reststück einer durch Öffnungen perforierten Wand. Er ordnet ihn dem statisch wirksamen Kernbau zu und postuliert, dass Pfeiler grundsätzlich Bogen zu tragen hätten. Die Stütze wird als freistehendes Element verstanden, das sich aus der Holzarchitektur herleitet und dem Bereich des applizierten Ornamentes zugehört. Die Säule ist damit eine sekundäre Einheit, deren Notwendigkeit sich aus den Imperfektionen des Kernbaus ergibt, und die statisch eigentlich nicht notwendig ist.
Der Prototyp einer Aufrissgestaltung anhand von Säule und Pfeiler als Stützenelement ist die Außenfassade des Kolosseums in Rom. Dieses Muster wurde, verbreitet durch die Traktate Albertis, Serlios, Vignolas, Palladios und Scamozzis zum zentralen Motiv neuzeitlichen Bauens vom 15. bis zum Anfang des 20. Jahrhunderts.